# TuS Gaarden

Logo der Turn und Sportvereinigung Gaarden

Die Turn- und Sportvereinigung Gaarden von 1875, kurz: TuS 1875 Gaarden, ist ein Sportverein aus dem Kieler Stadtteil Gaarden-Ost. Der Verein entstand am 19. April 1972 durch eine Fusion des TSV Gaarden mit dem FSV Borussia Gaarden und hat rund 1.200 Mitglieder.

## FSV Borussia Gaarden
Der Vorgängerverein Borussia Gaarden wurde am 2. Juni 1903 als FC Borussia 03 Gaarden gegründet und am 10. April 1920 in FV Borussia 03 Gaarden umbenannt. Im Wappen des Vereins hieß es jedoch Kiel-Gaarden, was lange Zeit zu wechselnden Bezeichnungen in der Presse und späteren Statistikwerken führte; tatsächlich waren „Borussia Gaarden“ und „Borussia Kiel“ derselbe Verein im eingemeindeten Kieler Stadtteil.
So oder so gehörte Borussia ab den 1920er Jahren zu den Spitzenmannschaften Schleswig-Holsteins und spielte in der höchstmöglichen Liga. Als 1921 erstmals eine landesweite schleswig-holsteinische Liga gegründet wurde, gehörten Borussias Fußballer dazu. Als Vizemeister der Oberliga Schleswig-Holstein qualifizierten sich die Fußballer 1930 für die Endrunde um die norddeutsche Meisterschaft, unterlagen jedoch in der ersten Runde Altona 93 mit 2:4. Ein Jahr später kam erneut in der 1. Runde beim Bremer SV das Aus mit einem 0:1 nach Verlängerung, ebenso wie dann 1932 und 1933 in den als erste Runde eingeführten Gruppenspielen. Immerhin ließen die Borussen aber 1933 mit Viktoria Wilhelmsburg und der SV Polizei Hamburg gleich zwei Konkurrenten hinter sich.
Borussia spielte zwischen 1933 und 1935 in der neu geschaffenen Gauliga Nordmark. Nach zwei Jahren stieg der Verein wieder ab, nicht ohne jedoch den großen Lokalrivalen KSV Holstein 1934/35 am heimischen Sportplatz Werftpark mit 3:2 zu besiegen. In der Folgezeit errang der Verein noch zweimal die Bezirksmeisterschaft, verpasste aber den Wiederaufstieg in die Gauliga in den Entscheidungsspielen und musste 1936 dem FC St. Pauli sowie 1937 der SV Polizei Hamburg den Vortritt lassen. Nach einer Umstellung im Ligasystem gelang nochmals die Teilnahme an der höchsten Spielklasse. Borussia spielte von 1942/43 an bis zu ihrer Aussetzung 1945 in der neu geschaffenen Gauliga Schleswig-Holstein. Im letzten Kriegsjahr wurde die Gauliga jedoch nach zwei Spielen ausgesetzt. In einer lokalen Kieler Runde war die Borussia nach zehn Spielen hinter Holstein auf dem zweiten Platz geführt, ehe auch hier der Spielbetrieb eingestellt wurde.
Nach dem Krieg schloss sich die Borussia mit den 1933 verbotenen Vereinen Kampfsport Gaarden und FT Eiche zur Freien Sportvereinigung Gaarden zusammen, die 1947 wieder die Borussia in den Namen aufnahm. Von 1949 bis 1958 war die Mannschaft immerhin drittklassig und spielte lange Jahre in der schleswig-holsteinischen 2. Amateurliga, der Bezirksliga Ost. Doch erst Mitte der 1960er Jahre kehrte die Mannschaft wieder auf die landesweite Bühne zurück und kickte in der drittklassigen Amateurliga Schleswig-Holstein. Doch sowohl 1964/65 als auch 1966/67 erfolgte der sofortige Wiederabstieg. Als 1972 die Fusion mit dem TSV erfolgte, stand die Borussia in der viertklassigen Verbandsliga.
Auch die Handballabteilung, die ab 1933 vom Gaardener Ballspielverein übernommen wurde, errang 1935 den Meistertitel von Schleswig-Holstein. Mit dem folgenden Aufstieg in die Gauliga konnten sich die Borussen mit einem dritten Platz noch vor dem THW Kiel in der Tabelle positionieren. Im Schlagball gewann der Klub 1924 den deutschen Meistertitel der „Deutschen Sportbehörde für Leichtathletik“ bei den Männern.

## TSV Gaarden
Fusionspartner TSV Gaarden war bereits am 11. September 1875 als Gaardener Männer-Turnerbund 1875 gegründet worden. 1910 fusionierte dieser mit dem Ellerbeker MTV 1891 zur Gaarden-Ellerbeker Turnerschaft 1875, die sich wiederum im August 1920 mit dem Gaardener TV 1885 zusammenschloss. Wegen der ablehnenden Haltung des TV 1885 gegenüber dem Fußball war 1903 der oben beschriebene FC Borussia entstanden. Der 1920 entstandene Fusionsverein firmierte als Turn- und Sportverband Gaarden. Im Zuge der reinlichen Scheidung zwischen Turnern und Fußballern entstand 1923 der Gaardener Ballspielverein 1923. Dieser spielte ab 1924 gemeinsam mit dem Ortsrivalen Borussia in der schleswig-holsteinischen Bezirksliga, der höchstmöglichen Spielklasse. Allerdings gehörten sie 1929 nicht zu den Mitgliedern der neuen Oberliga und schafften auch 1933 nicht den Sprung in die Gauliga. In jenem Jahr kehrte der BV in den Turn- und Sportverband zurück. Ab 1940 firmierte der Verein als TSG Gaarden. Unter diesem Namen gehörte die Mannschaft ab 1943 der kriegsbedingt entstandenen Gauliga Schleswig-Holstein an. Trotz zweier Niederlagen gegen den Lokalrivalen Borussia landete die TSG am Ende einen Punkt und Platz vor der Borussia auf Platz sieben.
Nach dem Zweiten Weltkrieg gehörte der TSV wie die Borussia zur drittklassigen schleswig-holsteinischen 2. Amateurliga, der Bezirksliga Ost, aus der die Mannschaft jedoch immer wieder abstieg.

## TuS 1875 Gaarden
Nach dem 1972 erfolgten Zusammenschluss stand die Turn- und Sportvereinigung eine Saison in der höchsten schleswig-holsteinischen Spielklasse und war drittklassig, stieg jedoch sofort ab und wurde bis 1976 in die sechstklassige Bezirksklasse durchgereicht. In der Spielzeit 2013/14 wurde die Herrenmannschaft aus dem aktiven Spielbetrieb zurückgezogen und zur Spielzeit 2014/15 neu aufgebaut.

## Stadion

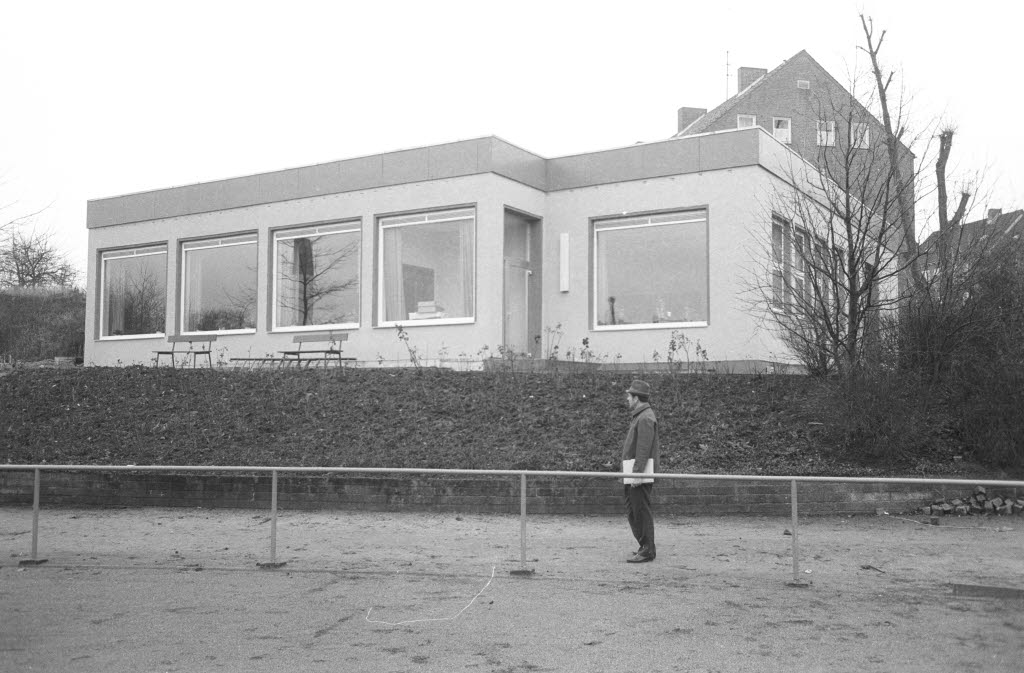
Vereinsheim der TuS Gaarden an der Baukampfbahn (1972)

Seit 1933 spielte die TuS bzw. TSG Gaarden in der Baukampfbahn, die im Jahr 2001 5.000 Zuschauern Platz bot.

## Personen
- Selim Aydemir
- Atze Bornemann
- Patrick Ebert
- Erik Richters
- Jonny Westphalen